# DR 755 bis 756
Die Triebwagen 755 und 756 waren eine Triebwagenbaureihe der ersten Generation mit Benzolmotoren, die als sogenannte schwere Ausführung für die Deutsche Reichsbahn (DR) gebaut wurden.

## Geschichte
Die Fahrzeuge sind als eine verdoppelte Ausführung der DR 701 bis 704 anzusehen. Von der genannten Baureihe wurden in einem Triebwagen je zwei Motoren und Getriebe mit derselben Leistung und Leistungsübertragung eingebaut. Der Unterschied zu den Triebwagen 701 bis 704 besteht darin, dass zwei Antriebsanlagen von einem Führerstand aus gesteuert werden.
Die Triebwagen 755–756 wurden 1926 an die DR geliefert. Sie galten als Triebwagen für steigungsreiche Strecken mit einem Fassungsvermögen von 65 Personen. Anfangs besaßen sie ein Abteil der 3. Klasse und der 4. Klasse mit Toilette. Bei einem späteren Umbau wurde die 4. Klasse entfernt. Die Fahrzeuge erhielten stattdessen ein Abteil der 2. Klasse in der Mitte des Wagens. Das Rauchen war in den Triebwagen verboten. 
Die Maschinenanlage war im Führerstand vor dem Einstiegsraum angeordnet und mit einer Haube abgedeckt. Der Motor war längs angeordnet. Die Triebwagen erhielten, ebenso wie die DR 701 bis 704, um 1930 zwei zusätzliche Stirnkühler zur Motorkühlung auf dem Fahrzeugdach. Das mechanische Getriebe WG 70 der NAG war ähnlich dem Mylius-Getriebe aufgebaut, der Unterschied bestand in der Bedienung. Beim Mylius-Getriebe wurde der Gang vorgewählt, beim NAG-Getriebe konnte der Schalthebel erst nach Fahrschalterstellung 0 oder 1 bewegt werden. 
Eingesetzt waren die Triebwagen vor allem bei den Bw Delitzsch (755) und Kassel (756). Vor 1932 wurde der 755 nach einem Brand ausgemustert und verschrottet. Zum Kriegsbeginn wurde der Wagen 756 zunächst stillgelegt. Nach der Umstellung der Antriebsanlage auf Flüssiggas war er wieder betriebsbereit. Nach Kriegsende blieb er im Bahnhof Eschwege nach einem Fliegerschaden abgestellt und wurde im selben Jahr verschrottet.